# New Market (Minnesota)
New Market és una població dels Estats Units a l'estat de Minnesota. Segons el cens del 2000 tenia 332 habitants.

## Demografia
Segons el cens del 2000, New Market tenia 332 habitants, 131 habitatges, i 96 famílies. La densitat de població era de 203,5 habitants per km².
Dels 131 habitatges en un 35,1% hi vivien nens de menys de 18 anys, en un 58,8% hi vivien parelles casades, en un 10,7% dones solteres, i en un 26% no eren unitats familiars. En el 18,3% dels habitatges hi vivien persones soles el 8,4% de les quals corresponia a persones de 65 anys o més que vivien soles. El nombre mitjà de persones vivint en cada habitatge era de 2,53 i el nombre mitjà de persones que vivien en cada família era de 2,9.
Per edats la població es repartia de la següent manera: un 23,8% tenia menys de 18 anys, un 8,4% entre 18 i 24, un 40,1% entre 25 i 44, un 19% de 45 a 60 i un 8,7% 65 anys o més.
L'edat mediana era de 31 anys. Per cada 100 dones de 18 o més anys hi havia 99,2 homes.
La renda mediana per habitatge era de 53.250 $ i la renda mediana per família de 60.500 $. Els homes tenien una renda mediana de 35.288 $ mentre que les dones 27.250 $. La renda per capita de la població era de 24.302 $. Entorn del 3,1% de les famílies i el 2,7% de la població estaven per davall del llindar de pobresa.

## Poblacions més properes
El següent diagrama mostra les poblacions més properes.